# Daniel Russo
Pour les articles homonymes, voir Russo.
Daniel Russo est un comédien et scénariste français né le 13 mai 1948 à Paris,.

## Biographie
Originaire de Marseille Daniel Russo naît toutefois à Paris durant un voyage de ses parents,. Ceux-ci ayant divorcé au début des années 1950, sa mère obtient sa garde mais le fait placer dès l'âge de quatre ans de pensions en foyers. Son père obtient finalement sa garde à Marseille où il est élevé,.
Passionné de dessin et de peinture, il intègre l'école Boulle et devient décorateur d'intérieur, travaillant avec son père qui le destine à reprendre l'entreprise familiale. Parallèlement, il fait du théâtre pour corriger sa diction à la suite d'un accident qui lui a brisé la mâchoire à treize ans. Un jour, alors qu'il décore l'appartement de Robert Lamoureux, ce dernier l'invite à le voir jouer et lui fait découvrir la magie de la scène. Il entre alors à l'École de la rue Blanche puis au Conservatoire national supérieur d'art dramatique (Promo 1974) où il remporte quatre prix. Parallèlement, il est guitariste de rock dans les Magic Stars, puis Les Proverbes (faisant croire qu'il s'agit du groupe d'Antoine), écumant les concerts de rock de la région parisienne. Il intègre la compagnie de théâtre de Jacques Fabbri , auprès duquel il intervient dans l’émission TV Tutti Fabbri diffusée sur la 1re chaîne à partir du dimanche 13 janvier 1974.
Il apparaît pour la première fois au cinéma en 1976 dans Le Juge et l'Assassin de Bertrand Tavernier dans un petit rôle de gardien.
Au début des années 1980, il joue sur les planches du café-théâtre des Blancs-Manteaux et commence à être repéré par certains critiques pour l'excellence de son jeu, « remarquable d'expressivité ». Par la suite, il interprète de nombreux petits rôles avant que le public ne le remarque dans Génial, mes parents divorcent !, un succès de Patrick Braoudé en 1990, réalisateur qu'il retrouvera pour Neuf mois en 1994. Avec ce regain de popularité, il enchaîne les rôles chez Bertrand Tavernier, Étienne Chatiliez ou Gérard Oury.
La collaboration avec Laurent Baffie sera fructueuse au théâtre : Sexe, Magouilles et Culture générale, Toc toc et dans la pièce Jacques Daniel avec Claude Brasseur.
À la télévision, ses prestations dans À cran ou dans Suzie Berton sont remarquées. Il joue dans les séries Trois pères à la maison sur M6 et La vie est à nous. Puis il interprète Pierre Bérégovoy dans le téléfilm Un homme d'honneur en 2009.
Il a prêté sa voix pour de nombreux doublages, dont les voix françaises d'Harvey Keitel, Danny DeVito, Bob Hoskins, John Travolta, Matt Dillon. Il renonce à ce domaine à la fin des années 2000.

### Vie privée
Daniel Russo est marié depuis 1975 à Lucie Valentini, qui a mis de côté sa carrière de comédienne pour élever leurs deux filles Amanda et Charlotte.

### Famille
Daniel Russo est le frère de la comédienne Françoise Pinkwasser.

## Filmographie

### Acteur

#### Cinéma
- 1976 : Le Juge et l'Assassin de Bertrand Tavernier : un gardien
- 1976 : Mado de Claude Sautet : Roger
- 1977 : Julie était belle de Jacques-René Saurel : Michel
- 1977 : Moi, fleur bleue d'Éric Le Hung : le directeur commercial
- 1978 : L'Exercice du pouvoir de Philippe Galland
- 1979 : Ciao, les mecs de Sergio Gobbi : Mario
- 1979 : Le Mors aux dents de Laurent Heynemann : un commentateur TV
- 1980 : Tout dépend des filles de Pierre Fabre : Soif d'Aujourd'hui
- 1981 : Pourquoi pas nous ? de Michel Berny : Guy Loiseau
- 1982 : La Boum 2 de Claude Pinoteau : Etienne
- 1983 : Un homme à ma taille d'Annette Carducci : André
- 1983 : Ça va pas être triste de Pierre Sisser : Charles Murat
- 1983 : Le Jeune Marié de Bernard Stora : Durbec
- 1984 : Paris vu par... 20 ans après de Bernard Dubois (segment Place Clichy)
- 1985 : Sac de nœuds de Josiane Balasko : André Martin
- 1985 : Moi vouloir toi de Patrick Dewolf : Pierrot Baillet
- 1986 : Black Mic-Mac de Thomas Gilou : Rabuteau
- 1986 : Les Frères Pétard d'Hervé Palud : Harky
- 1987 : Poussière d'ange d'Edouard Niermans : Melchior
- 1988 : Mangeuses d'hommes (Man Eaters) de Daniel Colas
- 1989 : La Vie et rien d'autre de Bertrand Tavernier : lieutenant Trévise
- 1991 : Génial, mes parents divorcent ! de Patrick Braoudé : le père de Christian
- 1993 : Drôles d'oiseaux de Peter Kassovitz : Hosser
- 1994 : Neuf Mois de Patrick Braoudé : Georges
- 1995 : L'Appât de Bertrand Tavernier : Jean-Pierre
- 1995 : Le Hussard sur le toit de Jean-Paul Rappeneau : Me Rigoard
- 1995 : Le bonheur est dans le pré d'Étienne Chatiliez : André
- 1996 : Nous sommes tous des anges de Simon Lelouch : l'homme de la gare
- 1996 : Ma femme me quitte de Didier Kaminka : Alain
- 1996 : Mémoires d'un jeune con de Patrick Aurignac : Damien
- 1996 : Fantôme avec chauffeur de Gérard Oury : Marcel Bourdon
- 1996 : Delphine 1, Yvan 0 de Dominique Farrugia : monsieur Hattus
- 1996 : Oui d'Alexandre Jardin : Polo
- 1997 : Abus de méfiance de Pascal Légitimus : le mari
- 1997 : La Cible de Pierre Courrège : Jean-Pierre Bellac
- 1997 : L'Homme idéal de Xavier Gélin : Paul
- 1997 : Droit dans le mur de Pierre Richard : Jean-François
- 1998 : Grève party de Fabien Onteniente : monsieur Jean
- 1998 : Bingo! de Maurice Illouz : André
- 1998 : Les Boys 2 de Louis Saïa : Laurent
- 2000 : Deuxième Vie de Patrick Braoudé : Ronny
- 2000 : Antilles sur Seine de Pascal Légitimus : le flic nerveux
- 2002 : Marche et rêve ! Les homards de l'utopie de Paul Carpita : Toinou
- 2003 : Les Clefs de bagnole de Laurent Baffie : Daniel
- 2004 : Nuit noire de Daniel Colas : Bernard
- 2005 : Iznogoud de Patrick Braoudé (voix) : le narrateur
- 2005 : L'Antidote de Vincent De Brus : Guillaume Martty
- 2013 : Marius de Daniel Auteuil : Félix Escartefigue
- 2013 : Fanny de Daniel Auteuil : Félix Escartefigue
- 2014 : Les Trois Frères : le retour de Bernard Campan et Didier Bourdon : le beau-père de Michaël
- 2014 : Brèves de comptoir de Jean-Michel Ribes : Jacky
- 2022 : Qu'est-ce qu'on a tous fait au Bon Dieu ? de Philippe de Chauveron : Isaac Benichou
- 2022: Permis de construire d'Éric Fraticelli

#### Télévision
- 1974 : Un mystère par jour de Jean-Paul Carrère : le secrétaire (épisode L'indice de réflexion)
- 1976 : La Bande à Glouton de François Chatel : Lassouche
- 1976 : Contrefaçons d'Abder Isker : Michel Navro
- 1977 : Les Rebelles de Pierre Badel
- 1978 : Messieurs les jurés : L'Affaire Lizant Mariller d'André Michel
- 1979 : Cinéma 16 : L'Internement (Fou comme François) de Gérard Chouchan : Jean
- 1980 : Cinéma 16 : Les Filles d'Adam d'Éric Le Hung : Bernard
- 1980 : Histoires étranges de Pierre Badel et Peter Kassovitz : Jean-François
- 1980 : La Fortune des Rougon d'Yves-André Hubert : Antoine Macquart
- 1985 : La Traque de Philippe Lefebvre : Denis
- 1981 :  Cinéma 16 : Au bout du chemin de Daniel Martineau : l'assistant
- 1982 : La France de Joséphine de Peter Kassovitz : Daniel Grandchamp
- 1982 : Les Grands Ducs de Marcel Bozzuffi et Patrick Jamain : Pascal
- 1983 : Pablo est mort de Philippe Lefebvre
- 1983 : Cinéma 16 : Venise attendra de Daniel Martineau : Nançay
- 1984 : Cinéma 16 : La Mèche en bataille de Bernard Dubois : Paul
- 1991 : La Grande Dune de Bernard Stora : Touchaye
- 1991 : Charmante soirée de Bernard Murat : Leplomb
- 1994 : L'Homme de mes rêves de Georges Lautner : Alex
- 1997 : Maintenant ou jamais de Jérôme Foulon : Raymond
- 1997 : Le Garçon d'orage de Jérôme Foulon : Marcellin
- 1998 : Maintenant et pour toujours de Joël Santoni et Daniel Vigne : Loïc
- 1999 : Ouriga d'Antoine Plantevin : François
- 2000 : Route de nuit de Laurent Dussaux : Guido
- 2001 : L'Aîné des Ferchaux de Bernard Stora : Franck
- 2001 : La vie devant nous : Daniel
- 2002 : Une maison dans la tempête de Christiane Lehérissey : Tony
- 2003 : À cran d'Alain Tasma : Bob
- 2004 : Suzie Berton de Bernard Stora : Marco
- 2004 : Du côté de chez Marcel de Dominique Ladoge : Aldo
- 2004 : À cran, deux ans après d'Alain Tasma : Bob
- 2004 : Trois pères à la maison : Tony
- 2004 : Si c'est ça la famille de Peter Kassovitz : Daniel Colona
- 2004 : 93, rue Lauriston de Denys Granier-Deferre : Henri Lafont
- 2004 : Bien dégagé derrière les oreilles d'Anne Deluz : Henri Castarède
- 2005 : Le Meilleur commerce du monde de Bruno Gantillon : Ricco
- 2005 : L'Homme qui voulait passer à la télé de Amar Arhab, Pascal Légitimus et Fabrice Michelin : le père de Bernard
- 2005 : Joséphine, ange gardien : Victor (saison 9, épisode 3 : Le secret de Julien)
- 2006 : Le Doux Pays de mon enfance de Jacques Renard : Roger Joly
- 2006 : Le Temps de la désobéissance de Patrick Volson : Edouard Vigne
- 2008 : C'est mieux la vie quand on est grand de Luc Béraud : Raymond
- 2008 : La veuve tatouée de Virginie Sauveur : Louis
- 2009 : Un homme d'honneur de Laurent Heynemann : Pierre Bérégovoy
- 2009 : La Liste de Christian Faure : Paul Sax
- 2009 : La Passion selon Didier de Lorenzo Gabriele : Didier
- 2009 : Un viol de Marion Sarraut : Maxime Gallet
- 2009 : Myster Mocky présente de Jean-Pierre Mocky (épisode La voix de sa conscience)
- 2009 : Mac Orlan : Commandant Mac Orlan
- 2009 : Enquêtes réservées : Juge Breitman (épisode Une mort effacée)
- 2010 : Contes et nouvelles du XIXe siècle : Un gentilhomme de Laurent Heynemann : Le marquis d'Amblezy
- 2010 : Les Toqués : Louis de Brecourt (épisode La cuisine de l'amour)
- 2011 : Chez Maupassant : Boule de suif de Philippe Bérenger : Cornudet
- 2011 : Changer la vie de Serge Moati : Pierre Bérégovoy
- 2011 : Midi et soir de Laurent Firode : Jean-Michel
- 2011 : J'ai peur d'oublier d'Elisabeth Rappeneau : Paul
- 2012 : Injustices de Benoît d'Aubert : Pierre Loisel (épisode L'Affaire Molina)
- 2012 : La Guerre du Royal Palace de Claude-Michel Rome : Maxime Verdier
- 2013 : Il faut marier maman de Jérôme Navarro : Gérard
- 2013 : Hitchcock by Mocky de Jean-Pierre Mocky : Roger (épisode La main du destin)
- 2013 : Les François de Jérôme Foulon : François Richeux senior
- 2014 : Caïn : Yves Pasteur (épisode Ornella)
- 2014 : Les tourtereaux divorcent de Vincenzo Marano : Marcel
- 2014 : Vaugand de Manuel Boursinhac : Camparian (épisode Irresponsable)
- 2016 : Le Choix de Cheyenne de Jean-Marc Brondolo : Simon Langlois
- 2016 : Le Sang de la vigne de Franck Mancuso : Serge Peythard (épisode Le vin nouveau n'arrivera pas)
- 2018 : Meurtres dans le Morvan de Simon Astier : Capitaine Lefevre
- 2019 : Myster Mocky présente de Jean-Pierre Mocky (épisode L'ultime solution)
- 2022 : Je te promets : Serge (saison 2)
- 2022 : Disparition inquiétante : Dario Benedetti (épisode Sous pression)
- 2024 : Scènes de ménages - prime time Plans sur la comète : M. Lequéré

### Scénariste
- 1994 : Neuf mois de Patrick Braoudé

## Théâtre
- 1973 : Le Paysan parvenu d'Albert Husson d'après Marivaux, mise en scène Jean Meyer, Théâtre des Célestins
- 1974 : Des Souris et des Hommes de John Steinbeck, mise en scène Daniel Russo, Théâtre du Conservatoire
- 1974 : La Bande à Glouton de Jacques Fabbri et André Gillois, mise en scène Jacques Fabbri, Théâtre de l'Œuvre
- 1980 : Tribulations sexuelles à Chicago de David Mamet, mise en scène Nikolaï Arutène, Théâtre des Blancs-Manteaux
- 1981 : Le Jardin d'Eponine de Maria Pacôme, mise en scène Gérard Vergez, Comédie des Champs-Élysées
- 1984 : Des Promesses toujours des promesses de S.Boldrick, Théâtre Tristan Bernard
- 1986 : La fille sur la banquette arrière de L. Spade, mise en scène Pierre Mondy, Théâtre du Palais-Royal
- 1991 : Allo Maman de Yvan Varco et Georges Beller, mise en scène Daniel Colas
- 1992 : Le grand jeu de Philippe Hodara et Bruno Chapelle, mise en scène de Daniel Colas, Théâtre Michel
- 1993 : Partenaires de David Mamet, mise en scène Bernard Stora, Théâtre de la Michodière et tournée
- 1994 : Tromper n'est pas jouer, mise en scène Daniel Colas, Théâtre de la Michodière
- 1999 : Espèces Menacées de Ray Cooney, mise en scène Éric Civanyan, Théâtre de la Michodière
- 2001-2004 : Sexe, Magouilles et Culture générale de Laurent Baffie, mise en scène de l'auteur, Théâtre du Gymnase et tournée
- 2005-2007 : Toc toc de Laurent Baffie, mise en scène de l'auteur, Théâtre du Palais Royal
- 2008 : Toc toc de Laurent Baffie : tournée
- 2009 : Les Autres de Jean-Claude Grumberg, mise en scène Daniel Colas, Théâtre des Mathurins et tournée
- 2011 : Hollywood de Ron Hutchinson, mise en scène Daniel Colas, Théâtre Antoine
- 2012 : Hollywood de Ron Hutchinson, mise en scène Daniel Colas, Théâtre du Gymnase
- 2013 : Hier est un autre jour ! de Sylvain Meyniac et Jean-François Cros, mise en scène Éric Civanyan, Théâtre des Bouffes Parisiens
- 2014 : Hier est un autre jour ! de Sylvain Meyniac et Jean-François Cros, mise en scène Éric Civanyan, tournée
- 2015 : Sans rancune de Sam Bobrick et Ron Clark, mise en scène Sébastien Azzopardi, Théâtre du Palais Royal
- 2015 : L'être ou pas (Pour en finir avec la question juive) de Jean-Claude Grumberg, mise en scène Charles Tordjman, Théâtre Antoine
- 2016 : Mariage et châtiment de David Pharao, mise en scène Jean-Luc Moreau, Théâtre Hébertot
- 2016 : Jacques Daniel de Laurent Baffie, mise en scène de l'auteur, Théâtre de la Madeleine
- 2017 : La Récompense de Gérald Sibleyras, mise en scène Bernard Murat, théâtre Edouard VII
- 2018 : Mariage et châtiment de David Pharao, mise en scène Jean-Luc Moreau, Théâtre Hébertot
- 2018 : Alors on s'aime ! de Flavia Coste, mise en scène Anne Bourgeois, théâtre des Variétés
- 2019 : Le Crédit de Jordi Galceran, mise en scène Eric Civanyan, théâtre de la Gaîté Montparnasse
- 2020 : Si on savait d'Éric Fraticelli, mise en scène Jean-Luc Moreau, Théâtre des Bouffes Parisiens
- 2022 : Si on savait d'Éric Fraticelli, mise en scène Jean-Luc Moreau, Théâtre de la Michodière
- 2023 : Borderline de Flavia Coste, mise en scène Daniel Russo, théâtre de Passy
- 2023-2024 : Révélations de Jean-Éric Bielle, mise en scène Arnaud Lemort, théâtre de Passy
- 2025 : On aurait dû aller en Grèce de Pierre-Marie Mosconi, mise en scène Anne Bourgeois, Théâtre du Gymnase Marie-Bell

## Doublage

### Cinéma

#### Films
- Harvey Keitel dans :
  - The Two Jakes (1991) : Jake Berman
  - Pensées mortelles (1991) : John Woods
  - Thelma et Louise (1991) : Hal Slocombe
  - Bugsy (1991) : Mickey Cohen
  - Reservoir Dogs (1992) : M. White
  - Sister Act (1992) : Vince LaRocca
  - Bad Lieutenant (1992) : Le Lieutenant
  - Mon ami Dodger (1994) : Azro
  - Le Point de rupture (1994) : Ray Weiler
  - Pulp Fiction (1994) : Winston Wolf
  - Little Nicky (2000) : Satan
- Danny DeVito dans :
  - Jumeaux (1988) : Vincent Benedict
  - Larry le liquidateur (1991) : Lawrence Garfield
  - Junior (1994) : Larry Arbogast
  - Get Shorty (1995) : Martin Weir
- John Travolta dans :
  - Allô maman, ici bébé ! (1989) : James Ubriacco
  - Allô maman, c'est encore moi (1990) : James Ubriacco
  - Allô maman, c'est Noël (1993) : James Ubriacco
  - Broken Arrow (1996) : Maj. Vic "Deak" Deakins
- Dan Hedaya
  - La Corde raide (1984) : L'inspecteur Molinari
  - L'Extrême Limite (1993) : Brady
- Bob Hoskins dans :
  - Brazil (1985) : Spoor
  - Super Mario Bros. (1993) : Mario
- Alec Baldwin dans :
  - La Vie en plus (1988) : Davis McDonald
  - Great Balls of Fire! (1989) : Jimmy Swaggart
- 1971 : Orange mécanique : Billyboy (Richard Connaught)
- 1974 : Haute Tension : Tom Moore (Michael Blodgett)
- 1980 : Star Wars, épisode V : L'Empire contre-attaque : le capitaine Needa (Michael Culver)
- 1980 : Bronco Billy : M. King (Michael Reinbold) et le barman[Qui ?]
- 1981 : Officier et Gentleman : Perryman (Harold Sylvester)
- 1981 : Das Boot : Frenssen (Ralf Richter) (1er doublage)
- 1981 : Ragtime : Frankie O'Donnell (Jeff Daniels)
- 1982 : Le Monde selon Garp : Stephen (Ron Frazier)
- 1983 : Outsiders : Dallas Winston (Matt Dillon) (1er doublage)
- 1983 : Le Retour de l'inspecteur Harry : Mick (Paul Drake)
- 1984 : Le Palace en folie : Rudy (Barry Diamond)
- 1984 : À coups de crosse: Julian (Francisco Algora)
- 1984 : Une défense canon : le premier agent (Joel Polis)
- 1984 : Supergirl : Eddie (Matt Frewer) (1er doublage)
- 1984 : Le Bounty : Charles Churchill (Liam Neeson)
- 1984 : Haut les flingues ! : Dub Slack (Jude Farese)
- 1984 : Top secret ! : Chocolate Mousse (Eddie Tagoe)
- 1985 : Police fédérale Los Angeles : Jack (Jack Hoar)
- 1986 : Platoon : Crawford (Chris Pedersen)
- 1986 : Golden Child : L'Enfant sacré du Tibet : Dragon Jaune (Eric Douglas)
- 1986 : Psychose 3 : Duane Duke (Jeff Fahey)
- 1986 : Le Soleil en plein cœur : Tom Hannon (Tony Bonner)
- 1986 : Trick or Treat : Nuke (Gene Simmons)
- 1986 : The Boy in Blue : Ned Hanlan (Nicolas Cage)
- 1986 : Crocodile Dundee : Danny, le chauffeur de Taxi (Rik Colitti)
- 1987 : Une chance pas croyable : Fanansky (Gary Morgan)
- 1987 : Hamburger Hill : Sergent Frantz (Dylan McDermott)
- 1987 : Full Metal Jacket : Animal Mother (Adam Baldwin)
- 1987 : Good Morning, Vietnam : Eddie Kirk (Floyd Vivino)
- 1987 : Tuer n'est pas jouer : Kamran Shah (Art Malik)
- 1988 : Crocodile Dundee 2 : Bob Tanner (Dennis Boutsikaris)
- 1988 : Conversations nocturnes : Barry Champlain (Eric Bogosian)
- 1988 : Nicky et Gino : Guido (Joe Maruzzo)
- 1989 : Permis de tuer : Felix Leiter (David Hedison)
- 1989 : Erik, le Viking : Thorfinn (Richard Ridings)
- 1989 : Jusqu'au bout du rêve : Mark (Timothy Busfield)
- 1989 : Flic et Rebelle : le dealer (Robert LaSardo)
- 1989 : Potins de femmes : Spud Jones (Sam Shepard)
- 1990 : Think Big (en) : Victor (David Paul)
- 1990 : Les Aventures de Ford Fairlane : Ford Fairlane (Andrew Dice Clay)
- 1990 : Un flic à la maternelle : Cullen Crisp, Sr. (Richard Tyson)
- 1990 : Le Bûcher des vanités : Tom Killian (Kevin Dunn)
- 1991 : Opération Condor : le garde d'Adolf (Christian Perrochaud)
- 1991 : Un bon flic : Stevie Diroma (Anthony LaPaglia)
- 1991 : Justice sauvage : un serveur (Charles Guardino)
- 1992 : Héros malgré lui : Elliott (Don Yesso)
- 1992 : Chute libre : Nick (Frederic Forrest)
- 1992 : Hollywood Mistress : Marvin Landisman (Robert Wuhl)
- 1992 : Peter's Friends : Brian (Tony Slattery)
- 1992 : Basic Instinct : inspecteur Gus Moran (George Dzundza)
- 1992 : Ninja Kids : Fester (Patrick Labyorteaux)
- 1992 : Piège en haute mer : le commandant Krill (Gary Busey)
- 1992 : Sliver : inspecteur McCracken (Victor Brandt)
- 1992 : Rasta Rockett :  Irving « Irv » Blitzer (John Candy)
- 1992 : Les Pilleurs : Savon (Ice Cube)
- 1993 : Les Trois Mousquetaires : Porthos (Oliver Platt)
- 1993 : Une place à prendre : Bud Dodge (John M. Jackson)
- 1994 : The Mask : l'inspecteur Peter Kellaway (Peter Riegert)
- 1994 : Crooklyn : Tommy La La (José Zúñiga)

#### Films d'animation
- 1983[n 1] : Sherlock Holmes : Le signe des Quatre[14] : Jonathan Small
- 1986[n 2] : Ken le Survivant, le film[15] : Shin, Fox, M. Heart et M. Uyghur
- 1986[n 1] : Dragon Ball : La Légende de Shenron : le père de Pansy
- 1986[n 3] : Les Trois Mousquetaires : Athos
- 1992 : Les Aventures de Zak et Crysta dans la forêt tropicale de FernGully : Zak
- 1999 : Robbie le renne dans la grande course polaire : Blitzen
- 2002 : Robbie le renne 2 : La Légende du Peuple Oublié : Blitzen

### Télévision

#### Téléfilms
- 1984 : Péchés de Jeunesse : Lieutenant Malovich (Anthony Geary)
- 1985 : Le Crime de la loi :  Cory Yeager (Alex McArthur)
- 1986 : Le justicier de la route : Rick Benton (Ken Wahl)
- 1986 : La loi du silence : le soldat Porter (Buck Herron)
- 1988 : Le prix de la vérité : Jud (Arell Blanton)
- 1989 : Retour de l'au-delà : Glen Eastman (Robin Thomas)
- 1989 : Appel au secours : Buck Thurman (Dale Midkiff)
- 1989 : Le Crime Oublié : Lincoln Whately (Richard Masur)
- 1989 : Absence radar : Sergent Muller (Gavan O'Herlihy)
- 1991 : Au nom de l'enfant : Kenneth Taylor (Michael Ontkean)
- 1991 : On a tué mes enfants : Matt Jensen (Garwin Sanford)
- 1993 : L'Affaire Amy Fisher : Désignée coupable : Bobby Buttafuoco (Leo Rossi)
- 1995 : Danielle Steel : Un si grand amour : Ben Jones (Daniel Hugh Kelly)
- 1997 : Vengeance par amour : Don Preston (Beau Bridges)
- 2000 : Point limite : Warren Black (Harvey Keitel)
- 2000 : À visage découvert : l'inspecteur Stamos (George Dzundza)
- 2000 : Thérapie meurtrière : l'inspecteur Joe Collins (Harry Standjofski)
- 2002 : Cœurs coupables : Matt Moran (Gary Basaraba)

#### Séries télévisées
- 1979-1982 : Chips : L'officier Jonathan « Jon » Baker (Larry Wilcox) (2e voix)
- 1979-1983 : Côte Ouest : Kenneth "Kenny" Ward (James Houghton)
- 1985 : MacGyver : Bill Farren (Cooper Huckabee)
- 1987-1989 : L'Enfer du devoir : Le sergent Marvin Johnson (Stan Foster)
- 1987-1989 : Un flic dans la mafia : Sonny Steelgrave (Ray Sharkey)
- 1988-1989 : Dynastie : Le sergent John Zorelli (Ray Abruzzo)
- 1988 : Freddy, le cauchemar de vos nuits : Le lieutenant Timothy Blocker (Ian Patrick Williams)
- 1989-1993 : Corky, un adolescent pas comme les autres : Andrew Thatcher (Bill Smitrovich)
- 1989 : Twin Peaks : Le shérif Harry S. Truman (Michael Ontkean) (1re voix)
- 1990-1998 : Beverly Hills 90210 : Jim Walsh (James Eckhouse)
- 1990 : Alf : Lloyd Ruben (Kip Gilman)
- 1990 : Les Contes de la crypte : Charlie Marno (Jeffrey Tambor) (saison 2 épisode 1)
- 1990 : Les Contes de la crypte : Billy Goldman (Bobcat Goldthwait) (saison 2 épisode 10)
- 1990 : Les Contes de la Crypte : Franck (Timothy Stack) (saison 2 épisode 17)
- 1991-1996 : L'As de la crime : Le commissaire Tony Scali (Michael Chiklis)
- 1993 : Walker, Texas Ranger : Boone Maxwell (Bruce McGill) (saison 2, épisode 1)
- 1995 : Au-delà du réel : Simon Kress (Beau Bridges)
- 1995 : Une nounou d'enfer : M. Anthony (Patrick Cassidy)
- 2000 : Stargate SG-1 : Lotan (Brian Markinson)
- 2008 : Cold Case : Affaires classées : Oscar Anderson (Richard Portnow)

#### Séries d'animation
- 1966[n 4] : Superboy : Superboy
- 1968-1969[n 4] : Batman : Joker (doublage VHS)
- 1977[n 5] : Grand Prix : Nicky (2e doublage, épisode 1 à 3)
- 1981-1984[n 6] : Voltron : Hunk (2e voix), le prince Lokar (2e voix) et Sven (2e voix)[réf. nécessaire]
- 1984[n 6] : Ken le survivant : Rei (voix de remplacement, épisode 33 et 34), Gome, Gyuki et divers personnages[réf. nécessaire]
- 1985-1986[n 1] : Bouton d'Or[16] : TicTacToc
- 1985-1986 : MASK : Floyd Malloy et Jacques Lafleur
- 1987[n 1] : Nicky Larson : le majordome (épisode 31)
- 1987-1989[n 4] : Tortues Ninja : Les Chevaliers d'écaille : Shredder (1er voix, épisodes 1 à 106)
- 1989 : Super Mario Bros. : divers personnages
- 1989-1990[n 7] : Shurato : Hyuga, Argone et Shiva
- 1989-1991 : Sally la Petite Sorcière : le père de Patricia (premiers épisodes)
- 1993-1994[n 2] : Rocko's Modern Life : Rocko (1er voix)[réf. nécessaire]
- 1990-1991 : Sophie et Virginie : M. Mercier (1er voix)
- 1991 : Le Tourbillon noir : Niddler (1er voix)
- 1991-1992 : Myster Mask : Méphistoméphès, le père de Morgana, Cousin Blob, le mâchoire de Béton et Claquos de Chavignol (épisode 87)
- 1992 : Eek le chat : Clive, le journaliste, l'astronome, Doc Tari et Bill
- 1992-1993 : Les Aventures de T-Rex[17] : Bruno
- 1993-1997 : The Terrible Thunderlizards : Doc Tari et Bill

## Distinctions

### Récompenses
- Festival de la fiction TV de Saint-Tropez 2002 : meilleure interprétation masculine pour À cran[18]
- Festival International des Programmes Audiovisuels 2006 : FIPA d'or de la meilleure interprétation masculine pour Le Doux Pays de mon enfance

### Nominations
- César 1995 : César du meilleur acteur dans un second rôle pour Neuf mois.
- Molières 2010 : Molière du comédien pour Les Autres

### Décorations
- Le 18 octobre 2010, il reçoit les insignes de  Chevalier de la Légion d'honneur des mains du ministre de la Culture Frédéric Mitterrand.